# Championnat du Costa Rica de football 1966-1967
Navigation
Saison précédente Saison suivante
La Primera División 1966-1967 est la quarante-cinquième édition de la première division costaricienne.
Lors de ce tournoi, le LD Alajuelense a tenté de conserver son titre de champion du Costa Rica face aux neuf meilleurs clubs costariciens.
Chacun des dix clubs participant était confronté quatre fois aux neuf autres équipes.

## Les 10 clubs participants
| \| San José: Deportivo México Deportivo Saprissa / LD Alajuelense CS Cartagines CS Herediano Limon FC I San José Orión FC Puntarenas FC AD San Carlos I San José CS Uruguay \| Localisation des clubs engagés dans le championnat. |
| San José: Deportivo México Deportivo Saprissa / LD Alajuelense CS Cartagines CS Herediano Limon FC I San José Orión FC Puntarenas FC AD San Carlos I San José CS Uruguay                                                           |

| Club               | Stade                        | Capacité          | Ville          |
| LD Alajuelense     | Stade Alejandro Morera Soto  | 17 900            | Alajuela       |
| CS Cartagines      | Stade José Rafael Meza       | 13 500            | Cartago        |
| CS Herediano       | Stade Eladio Rosabal Cordero | 8 100             | Heredia        |
| Limon FC           | Stade Juan Gobán             | 3 000             | Puerto Limón   |
| Deportivo México   | Stade inconnu                | Capacité inconnue | Guadalupe      |
| Orión FC           | Stade Lito Monge             | 27 500            | Curridabat     |
| Puntarenas FC      | Stade inconnu                | Capacité inconnue | Puntarenas     |
| AD San Carlos      | Stade Carlos Ugalde Álvarez  | 5 600             | Ciudad Quesada |
| Deportivo Saprissa | Stade national du Costa Rica | 25 500            | San José       |
| CS Uruguay         | Stade Municipal el Labrador  | 2 500             | Coronado       |

## Compétition
Les dix équipes s'affrontent à quatre reprises selon un calendrier tiré aléatoirement.
Le classement est établi sur l'ancien barème de points (victoire à 2 points, match nul à 1, défaite à 0).
Le départage final se fait selon les critères suivants :
- Le nombre de points.
- La différence de buts générale.
- La différence de buts particulière.
- Le nombre de buts marqué.

### Classement
| Rang | Équipe               | Pts | J  | G  | N  | P  | Bp | Bc | Diff |
| ---- | -------------------- | --- | -- | -- | -- | -- | -- | -- | ---- |
| 1    | Deportivo Saprissa   | 59  | 36 | 26 | 7  | 3  | 95 | 34 | +61  |
| 2    | LD Alajuelense (T)   | 58  | 36 | 26 | 6  | 4  | 96 | 31 | +65  |
| 3    | Puntarenas FC        | 42  | 36 | 17 | 8  | 11 | 57 | 47 | +10  |
| 4    | AD San Carlos        | 37  | 36 | 12 | 13 | 11 | 51 | 56 | -5   |
| 5    | CS Cartagines        | 31  | 36 | 13 | 5  | 18 | 52 | 65 | -13  |
| 6    | CS Herediano         | 29  | 36 | 12 | 5  | 19 | 53 | 64 | -11  |
| 7    | Deportivo México (P) | 27  | 36 | 10 | 7  | 19 | 34 | 52 | -18  |
| 8    | Limon FC             | 27  | 36 | 8  | 11 | 17 | 58 | 81 | -23  |
| 9    | Orión FC             | 27  | 36 | 8  | 11 | 17 | 48 | 78 | -30  |
| 10   | CS Uruguay           | 23  | 36 | 8  | 7  | 21 | 47 | 83 | -36  |

| Légende : Qualifications et relégations | Légende : Qualifications et relégations                  |
| --------------------------------------- | -------------------------------------------------------- |
|                                         | Relégué en Segunda División                              |
|                                         | (T) : Tenant du titre (P) : Promu de la saison 1965-1966 |

## Bilan du tournoi
| Tableau d'Honneur    |                    |
| Compétition          | Vainqueur          |
| Primera División     | Deportivo Saprissa |
| Copa Costa Rica      | Deportivo México   |
| Campeón de Campeones | LD Alajuelense     |

| Promotions et relégations   |              |
| Relégué en Segunda División | CS Uruguay   |
| Promu de Segunda División   | AD Ramonense |

## Statistiques

### Meilleur buteur
- Errol Daniels (LD Alajuelense) 42 buts